# 下卡馬國家公園
55°48′04″N 52°19′24″E / 55.80111°N 52.32333°E

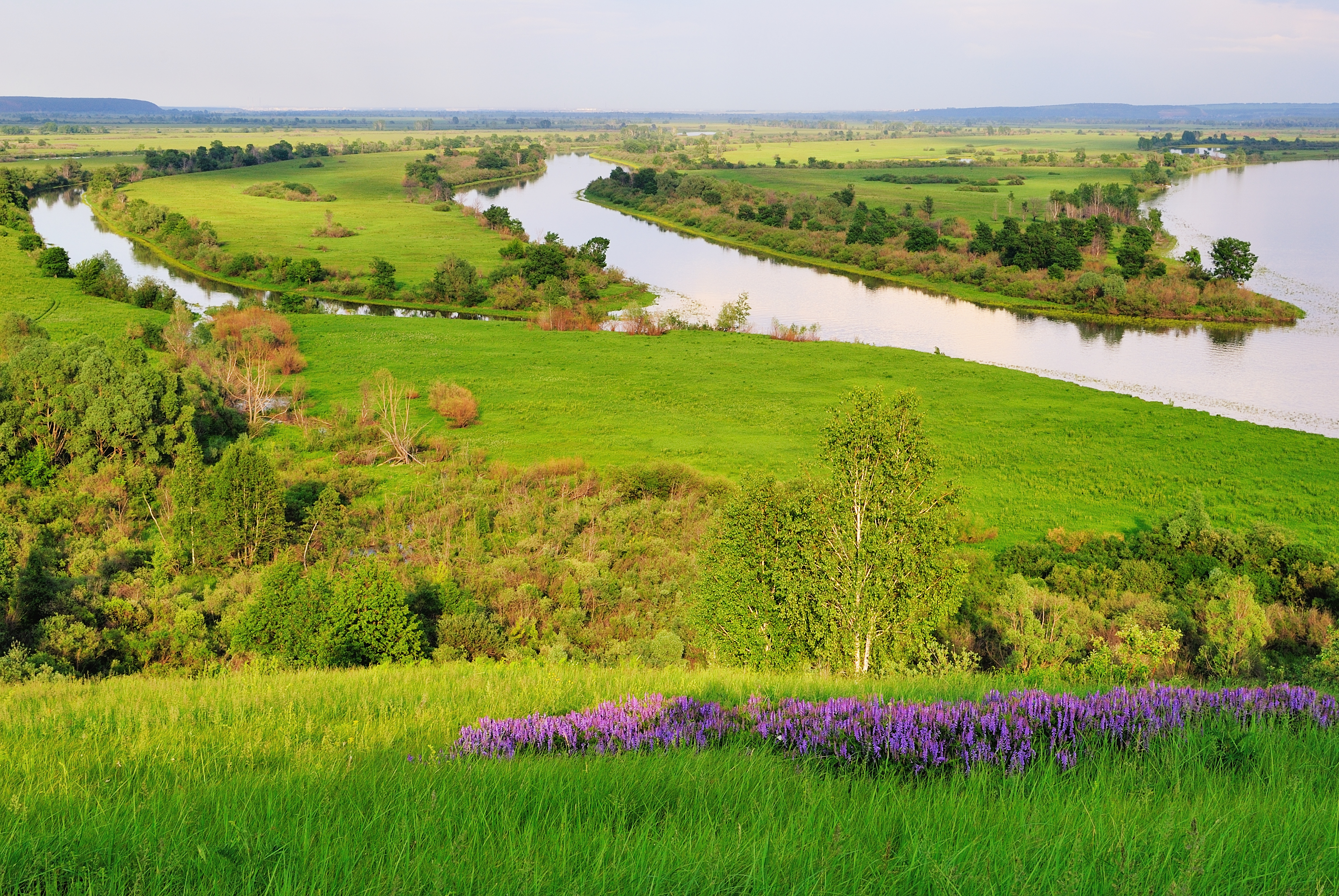

下卡馬國家公園是俄羅斯的國家公園，位於該國西南部韃靼斯坦共和國，成立於1991年，面積266平方公里，有16種魚類、10種兩棲類、190種鳥類、6種爬蟲類動物棲息。